# Caetano Maria Lopes Gama
Caetano Maria Lopes Gama, vizconde de Maranguape, fue un destacado juez y político brasileño del siglo XIX. Fue gobernador, legislador y ministro en numerosas oportunidades e integró el tribunal supremo de justicia de su nación.

## Biografía
Caetano Maria Lopes Gama nació en Recife el 5 de agosto de 1795, hijo de João Lopes Cardoso Machado, natural de Lisboa, y de Ana Bernarda do Nascimento Lopes Gama.
Era hermano del célebre retórico O padre Carapuceiro (Frai Miguel do Sacramento Lopes Gama), fundador del periódico O Carapuceiro.
Fue presidente de la junta de gobierno de la provincia de Alagoas del 28 de junio al 1 de octubre de 1822, y diputado nacional por ese estado en 1823. 
Tras estudiar humanidades en el monasterio de San Benito se doctoró en derecho en la Universidad de Coímbra en 1819.
Desempeñó numerosos cargos, entre ellos fue juez en Penedo, Defensor del Pueblo en Maceió, Auditor General de la Marina, Juez de Apelaciones de la Cámara de Bahía e Intendente General de Policía. 
El 14 de septiembre de 1824 se convirtió en el primer presidente de la provincia de Goiás en reemplazo de la Junta provisional, gobernando el territorio hasta el al 24 de octubre de 1827.
Electo diputado en 1826 por Pernambuco, fue designado presidente de la provincia de Rio Grande do Sul el 17 de noviembre de 1829, ejerciendo el gobierno hasta el 22 de abril de 1830 y del 22 de agosto al 20 de diciembre de ese mismo año.
Tras un nuevo mandato de diputado nacional (1830 a 1833) en representación de Goiás, monárquico visceral, fue designado ministro de Asuntos Extranjeros de su amigo, el regente Pedro de Araújo Lima, ocupando el puesto entre el 1 de septiembre de 1839 y el 24 de julio de 1840.
El 9 de diciembre de 1844 fue puesto nuevamente al frente de la administración de Alagoas, ejerciendo el cargo hasta el 16 de julio de 1845. 
El 2 de diciembre de 1854 fue honrado con el título de vizconde con grandeza de Maranguape.
Fue brevemente ministro de Asuntos Extranjeros del gabinete del 4 de mayo de 1857 encabezado por Pedro de Araújo Lima y Ministro de Justicia del gabinete del 30 de mayo de 1862 encabezado también por Araújo Lima. Durante el ejercicio de ese cargo debió asumir la responsabilidad de las pesquisas por los sucesos del Prince of Wales que desembocarían finalmente en la llamada Cuestión Christie y el rompimiento diplomático entre el Imperio del Brasil y Gran Bretaña.
Entre 1839 y 1864 se desempeñó también como senador por Río de Janeiro, con mandato en los períodos 1839 a 1841, 1843 a 1844, 1845 a 1847, 1848 a 1849, 1850 a 1852, 1853 a 1856, 1857 a 1860, 1861 a 1863 y 1864 a 1864].
Terminó su vida pública como Ministro del Supremo Tribunal Federal de Brasil.
Falleció el 21 de junio de 1864 en Río de Janeiro.
Fue Consejero de Estado (1842), Grande del Imperio (Grande do Império), Gran Dignatario de la Orden de la Rosa (Grande Dignitário da Ordem da Rosa), Comendador de la Orden de Cristo, Oficial da Ordem do Cruzeiro, Gran Cruz de la Orden de San Genaro de Nápoles, Orden Turca de Medgidie de Primera Clase.